# 오시오 고타로
오시오 코타로(일본어: 押尾コータロー, 1968년 2월 1일 ~)는 일본의 기타 연주자이자 작곡가다. 주로 어쿠스틱 기타를 연주한다.

## 생애
오시오 코타로는 1968년 2월 1일에 일본 오사카에서 태어났다. 중2부터 기타를 시작하였고, 고등학교 졸업후 음악전문학교를 입학한 후 프로를 목표로 하여 친구들과 록밴드를 결성하였다. 이때 베이스 연주자가 모집이 되지 않아서 베이스를 맡게 된다. 생활의 어려움으로 인해 밴드가 해체된후에도 기타와 보컬만으로 연주하거나 다른밴드의 객원 기타리스트로 참여하는등 음악활동을 계속하였다.이때 본인이 맡았던 베이스기타 부분을 어쿠스틱 기타 연주 중간중간에 넣어 어쿠스틱 기타로 베이스기타의 소리까지 내는 식으로 연주를 하였는데, 이 방식이 생각보다 인기가 있어 이후 하나의 기타로 여려가지 악기의 소리를 내는 지금의 연주방식을 사용하게 된다. 1999년에 첫 인디앨범을 발표하였고, 2002년에는 첫 정규앨범 "Starting Point"를 내며 메이저 데뷔를 하게 된다.
나카가와 이사토의 제자로서 기타를 배운적이 있다.

## 연주 방식
오픈 튜닝, 슬래핑, 태핑등의 엔터테인먼트 테크닉을 사용한다. 주종목은 핑거스타일이다

## 보유 장비

### 기타
GREVEN J Herringbone, GREVEN D Herringbone, TAKAMINE KO-50, Taylor 314ce 등의 여러 종류의 어쿠스틱 기타를 보유하고 있다.
"Fight!" 연주에는 바리톤 기타인 Tacoma사의 Thunderhawk BM6C Baritone guitar를 사용하였다.

### 픽업
마그네틱 픽업인 SUNRISE S-2를 가장 애용한다.

## 앨범

### 메이저 앨범
Starting Point (Jul 10, 2002 in Japan)
Dramatic (Jun 18, 2003 in Japan)
Be Happy (Jun 23, 2004 in Japan)
Bolero! Be Happy Live (Dec 15, 2004 in Japan)
Panorama (Sep 7, 2005 in Japan)
Blue Sky, ~Kotaro Oshio Best Album~ Special Version CD+DVD (Sep 29, 2006 in Japan)
Color of Life (Nov 29, 2006 in Japan)
Nature Spirit (Jan 1st, 2008 in Japan)
You & Me (Oct 1st, 2008 in Japan)
Tussie Mussie (Mar 11, 2009 in Japan)
Eternal Chain (Aug 5, 2009 in Japan)
Hand to Hand (Jan 12, 2011 in Japan)
10th Anniversary BEST (May 2, 2012 in Japan)
Reboot & Collabo. (Apr 24, 2013 in Japan)
Pandora (Jul 30, 2014 in Japan)
Tussie Mussie II ~loves cinema~ (Nov 25, 2015 in Japan)
KTR×GTR (Nov 11, 2016 in Japan)
PICK POP! ~J-Hits Acoustic Covers~ (Sep 19, 2018 in Japan)
Encounter (Feb 20, 2019 in Japan)

### 인디 앨범
Love Strings (Mar 22, 2001 in Japan)
押尾コータロー (Dec 18, 1999 in Japan)

### DVD[5]
ドラマティック・ライブ　〜DRAMATIC TOUR 2003〜 (Dec 10, 2003 in Japan)
So HAPPY (Jun 23, 2004 in Japan)
CHAIN OF FRIENDS 〜PANORAMA TOUR 2005〜 (Feb 22, 2006 in Japan)
COLOR of LIFE -movies- (Jan 17, 2007 in Japan)
コンサートツアー 2007 “COLOR of LIFE” (Jul 18, 2007 in Japan)
コンサートツアー2009 “Eternal Chain” (Mar 3, 2010 in Japan)
10th Anniversary LIVE (Apr 24, 2013 in Japan)
15th Anniversary LIVE (Jun 27, 2018 in Japan)

## 이외 활동

### 라디오
코타로 오시오의 눌러도 연주해도(일본어: 押尾コータローの押しても弾いても, MBS 라디오, 2015년 3월 30일 ~)

## 참조
1. ↑  “Clippin Jam”. 2016년 9월 24일에 원본 문서에서 보존된 문서. 2016년 6월 10일에 확인함.
2. ↑  YouTube 인터뷰
3. ↑  공식 홈페이지
4. ↑  “Clippin Jam”. 2016년 9월 24일에 원본 문서에서 보존된 문서. 2016년 6월 10일에 확인함.
5. ↑  Sony Music Entertainment
6. ↑  押尾コータローの押しても弾いても